# Villar-Loubière
Pour les articles homonymes, voir Villar et Loubière.
Villar-Loubière est une commune française située dans le département des Hautes-Alpes en région Provence-Alpes-Côte d'Azur.

## Géographie
La commune de Villar-Loubière est enserrée dans l'étroite vallée de la Séveraisse, entre Saint-Maurice-en-Valgodemard à l'ouest et la Chapelle-en-Valgaudémar à l'est. Elle est limitée au nord par la haute ligne de crêtes entourant le Pic des Souffles, dont aucun point n'est à moins de 2 500 mètres d'altitude, et au sud par une butte avancée du massif du Vieux Chaillol.
Les pentes sont raides et boisées, peu propices à une quelconque activité, sauf touristique. Quelques espaces sur la rive droite de la rivière, entre la Loubière et Colombeugne, sont couverts de prés.

### Climat
Pour des articles plus généraux, voir Climat de Provence-Alpes-Côte d'Azur et Climat des Hautes-Alpes.
En 2010, le climat de la commune est de type climat de montagne, selon une étude du Centre national de la recherche scientifique s'appuyant sur une série de données couvrant la période 1971-2000. En 2020, Météo-France publie une typologie des climats de la France métropolitaine dans laquelle la commune est exposée à un climat de montagne ou de marges de montagne et est dans la région climatique Alpes du sud, caractérisée par une pluviométrie annuelle de 850 à 1 000 mm, minimale en été.
Pour la période 1971-2000, la température annuelle moyenne est de 8,1 °C, avec une amplitude thermique annuelle de 18 °C. Le cumul annuel moyen de précipitations est de 1 228 mm, avec 8,5 jours de précipitations en janvier et 6,4 jours en juillet. Pour la période 1991-2020, la température moyenne annuelle observée sur la station météorologique installée sur la commune est de 8,1 °C et le cumul annuel moyen de précipitations est de 1 240,1 mm. 
La température maximale relevée sur cette station est de 37 °C, atteinte le 25 juin 2019 ; la température minimale est de −23,5 °C, atteinte le 6 février 2012,,.
| Mois                                  | jan.             | fév.           | mars          | avril           | mai           | juin          | jui.          | août          | sep.          | oct.          | nov.           | déc.          | année      |
| ------------------------------------- | ---------------- | -------------- | ------------- | --------------- | ------------- | ------------- | ------------- | ------------- | ------------- | ------------- | -------------- | ------------- | ---------- |
| Température minimale moyenne (°C)     | −5,5             | −5,5           | −1,7          | 1,4             | 5,4           | 8,7           | 10,7          | 10,8          | 7,7           | 4,4           | −0,6           | −4,2          | 2,6        |
| Température moyenne (°C)              | −2,2             | −0,3           | 4,3           | 7,7             | 11,7          | 15,5          | 17,8          | 17,8          | 13,7          | 9,4           | 2,8            | −1,3          | 8,1        |
| Température maximale moyenne (°C)     | 1,2              | 4,8            | 10,3          | 14              | 18,1          | 22,3          | 25            | 24,7          | 19,7          | 14,4          | 6,1            | 1,6           | 13,5       |
| Record de froid (°C) date du record   | −21,5 12.01.1987 | −23,5 06.02.12 | −15 02.03.05  | −8,5 17.04.1999 | −2,5 05.05.17 | −1,5 01.06.06 | 2,5 15.07.16  | 1,5 31.08.10  | 0 15.09.1996  | −6 27.10.12   | −14,5 27.11.10 | −18 20.12.09  | −23,5 2012 |
| Record de chaleur (°C) date du record | 13 06.01.23      | 20,4 25.02.21  | 24,4 30.03.21 | 26 24.04.18     | 30,5 24.05.09 | 37 25.06.19   | 35,5 25.07.22 | 35,5 19.08.12 | 30,5 06.09.06 | 26,9 01.10.19 | 19,6 02.11.20  | 15 16.12.1989 | 37 2019    |
| Précipitations (mm)                   | 110,5            | 76,2           | 88,4          | 94,9            | 102,9         | 89            | 68,6          | 79,7          | 101,5         | 145,8         | 150,6          | 132           | 1 240,1    |

| Diagramme climatique                                  |             |              |           |              |           |            |              |              |              |              |            |
| J                                                     | F           | M            | A         | M            | J         | J          | A            | S            | O            | N            | D          |
| 1,2−5,5110,5                                          | 4,8−5,576,2 | 10,3−1,788,4 | 141,494,9 | 18,15,4102,9 | 22,38,789 | 2510,768,6 | 24,710,879,7 | 19,77,7101,5 | 14,44,4145,8 | 6,1−0,6150,6 | 1,6−4,2132 |
| Moyennes : • Temp. maxi et mini °C • Précipitation mm |             |              |           |              |           |            |              |              |              |              |            |

Les paramètres climatiques de la commune ont été estimés pour le milieu du siècle (2041-2070) selon différents scénarios d'émission de gaz à effet de serre à partir des nouvelles projections climatiques de référence DRIAS-2020. Ils sont consultables sur un site dédié publié par Météo-France en novembre 2022.

## Urbanisme

### Typologie
Au 1er janvier 2024, Villar-Loubière est catégorisée commune rurale à habitat très dispersé, selon la nouvelle grille communale de densité à 7 niveaux définie par l'Insee en 2022.
Elle est située hors unité urbaine et hors attraction des villes,.

### Occupation des sols
L'occupation des sols de la commune, telle qu'elle ressort de la base de données européenne d’occupation biophysique des sols Corine Land Cover (CLC), est marquée par l'importance des forêts et milieux semi-naturels (96,4 % en 2018), en diminution par rapport à 1990 (97,6 %). La répartition détaillée en 2018 est la suivante : 
milieux à végétation arbustive et/ou herbacée (45,7 %), espaces ouverts, sans ou avec peu de végétation (32,3 %), forêts (18,3 %), prairies (3,6 %).
L'évolution de l’occupation des sols de la commune et de ses infrastructures peut être observée sur les différentes représentations cartographiques du territoire : la carte de Cassini (XVIIIe siècle), la carte d'état-major (1820-1866) et les cartes ou photos aériennes de l'IGN pour la période actuelle (1950 à aujourd'hui).

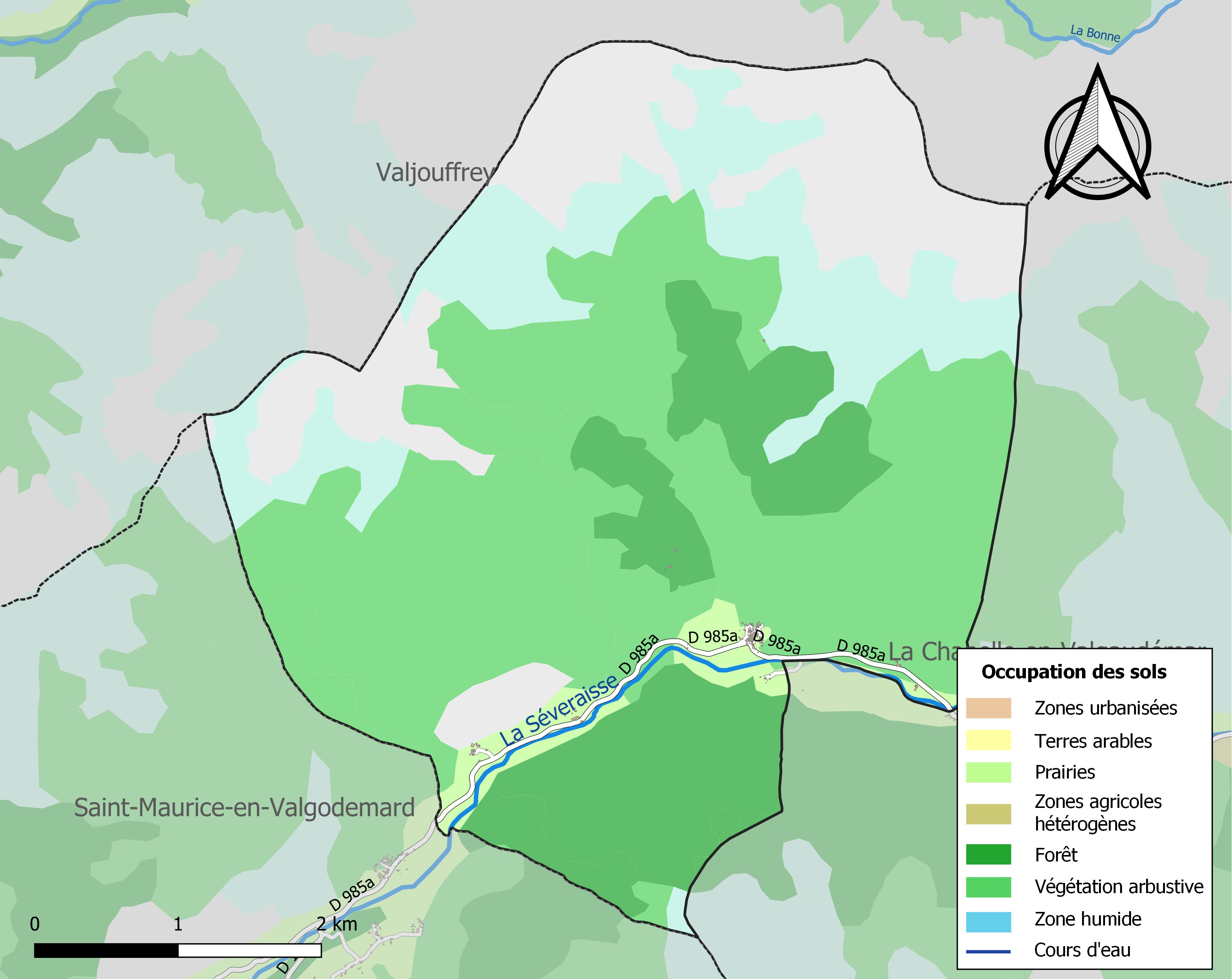
Carte de l'occupation des sols de la commune en 2018 (CLC).

## Toponymie
Vilard-Lobiera en occitan vivaro-alpin.
Villar, dérivé du latin Villa, signifie village. Très répandu dans tout le Dauphiné, à des variantes orthographiques près (voir Vilard)
La lobiera (lobiero en occitan central, loubiera en provençal) est la tanière du loup, ou par extension l'endroit où il y a des loups.
Lobiera peut également dériver de loubo (louve), nom occitan de la scie des scieurs de long. Au Moyen Âge, celui qui possédait un outil de fer, surtout spécialisé, acquérait une certaine  notoriété. La possession, en ce lieu, d'une ou plusieurs de ces scies doubles à grosses dents aurait influencé la toponymie locale.
En vieux français « séduire par des paroles flatteuses », « enjôler », « duper » se disait « lober » ou « lobber » ou « louber ». Par extension, une loubière pouvait désigner, positivement, une enchanteresse, fée, ou à l'inverse, une ensorceleuse, une sorcière ou une traîtresse.

## Politique et administration
| Période                                  | Période  | Identité       | Étiquette | Qualité                           |
| ---------------------------------------- | -------- | -------------- | --------- | --------------------------------- |
| Les données manquantes sont à compléter. |          |                |           |                                   |
| mars 2001                                |          | Georges Bellon | DVD       | Retraité de l'enseignement        |
| janvier 2017                             | En cours | Marie Bellon,  |           | Ancienne profession intermédiaire |

## Population et société

### Démographie
L'évolution du nombre d'habitants est connue à travers les recensements de la population effectués dans la commune depuis 1793. Pour les communes de moins de 10 000 habitants, une enquête de recensement portant sur toute la population est réalisée tous les cinq ans, les populations de référence des années intermédiaires étant quant à elles estimées par interpolation ou extrapolation. Pour la commune, le premier recensement exhaustif entrant dans le cadre du nouveau dispositif a été réalisé en 2006.

En 2022, la commune comptait 31 habitants, en évolution de −22,5 % par rapport à 2016 (Hautes-Alpes : +0,4 %, France hors Mayotte : +2,11 %).
| 1793 | 1800 | 1806 | 1821 | 1831 | 1836 | 1841 | 1846 | 1851 |
| ---- | ---- | ---- | ---- | ---- | ---- | ---- | ---- | ---- |
| 251  | 217  | 260  | 184  | 258  | 247  | 252  | 240  | 225  |

| 1856 | 1861 | 1866 | 1872 | 1876 | 1881 | 1886 | 1891 | 1896 |
| ---- | ---- | ---- | ---- | ---- | ---- | ---- | ---- | ---- |
| 233  | 235  | 245  | 240  | 214  | 222  | 215  | 215  | 216  |

| 1901 | 1906 | 1911 | 1921 | 1926 | 1931 | 1936 | 1946 | 1954 |
| ---- | ---- | ---- | ---- | ---- | ---- | ---- | ---- | ---- |
| 223  | 217  | 212  | 187  | 155  | 181  | 136  | 130  | 91   |

| 1962 | 1968 | 1975 | 1982 | 1990 | 1999 | 2006 | 2011 | 2016 |
| ---- | ---- | ---- | ---- | ---- | ---- | ---- | ---- | ---- |
| 90   | 95   | 78   | 74   | 59   | 62   | 52   | 45   | 40   |

| 2021 | 2022 | - | - | - | - | - | - | - |
| ---- | ---- | - | - | - | - | - | - | - |
| 35   | 31   | - | - | - | - | - | - | - |

### Enseignement
Villar-Loubière dépend de l'académie d'Aix-Marseille. Il n'y a pas d'école au village. Les enfants sont accueillis à l'école primaire de Saint-Firmin, seule école du Valgaudemar, puis au collège de Saint-Bonnet-en-Champsaur.

### Culte
Pour le culte catholique, la commune de Villar-Loubière est rattachée à la communauté des paroisses de Saint-Bonnet. L'église ouverte au culte la plus proche est celle de Saint-Firmin.

## Économie
Traditionnellement pastorale, l'économie de la commune est déclinante. Le tourisme a quelques atouts : le GR 54 « Tour de l'Oisans » et sa variante GR 542 traversent la commune ; l'ascension du Pic des Souffles attire les alpinistes ; une paroi d'escalade borde la plaine de la Loubière. Mais l'accueil est peu développé sur place : seuls un bar et une maison d'hôtes offrent leurs services, alors que la commune voisine de la Chapelle dispose plusieurs hôtels et restaurants.
Un barrage sur la Séveraisse, au pied du village, alimente en eau une usine hydroélectrique située à environ 8 kilomètres en aval sur la commune de Saint-Maurice-en-Valgodemard.

## Culture locale et patrimoine

### Lieux et monuments
Dans le village subsiste le dernier moulin à eau en état de marche du Valgaudemar, construit en 1838 et restauré en 1979. Il est rattaché à l'« écomusée éclaté » du Champsaur et Valgaudemar.
La commune possède deux chapelles : la chapelle Sainte-Anne du Villar, simple, avec une « panelle » (mur-clocher) sur l'arrière, et la chapelle Saint-Sébastien de la Loubière, plus rustique et traditionnelle, en pierres apparentes et toiture crénelée en façade.
Le barrage sur la Séveraisse crée un petit plan d'eau. Le canal qu'il alimente traverse le vallon à la Loubière à l'aide d'un élégant aqueduc.

### Patrimoine Immatériel
Sur le chemin du hameau des Peynes, au dessus du village actuel vivaient deux Bretous " Les Bretous de Villar-Loubière, également connus sous les noms de Joue-Noire et Mouton-Bourre, étaient des êtres poilus décrits dans les légendes locales des Alpes françaises. Ils vivaient de rapines, enlevaient les enfants la nuit, décimaient les troupeaux en suçant le sang des moutons et venaient même chercher du feu tous les matins dans une maison des Peynes. Ces créatures auraient été tuées à Saint-Maurice, sur les lieux où est construit aujourd'hui l'église paroissiale, et leurs effigies sculptées seraient celles que l'on voit sur le clocher. Le Bretou est un cryptide très présent dans les écrits de Charles Joisten notamment dans son livre "Les Etres fantastiques des Hautes-Alpes". Ils sont également décrits dans le récit de François Bellon, enseignant originaire du village, "La Bourse du Chat, L'autrefois en Valgaudemar" aux éditions Edisud
Les Bretous sont aujourd'hui revenus dans la vallée sous la forme d'une danse rituelle qui à lieu fin janvier autour d'un feu de joie au tunnel de la barrière.

### Événements
Créé en 2021 à Villar-Loubière par Olivier Dalmon, artiste résidant au village, le Festival Godemar, arts visuels, arts vivants, littérature, histoire... explore les traces laissées dans l'imaginaire collectif de la vallée par le dernier roi Burgonde Godomar III. Il se déroule chaque mois d'août dans la vallée du Valgaudemar ou du Val de Godemar.

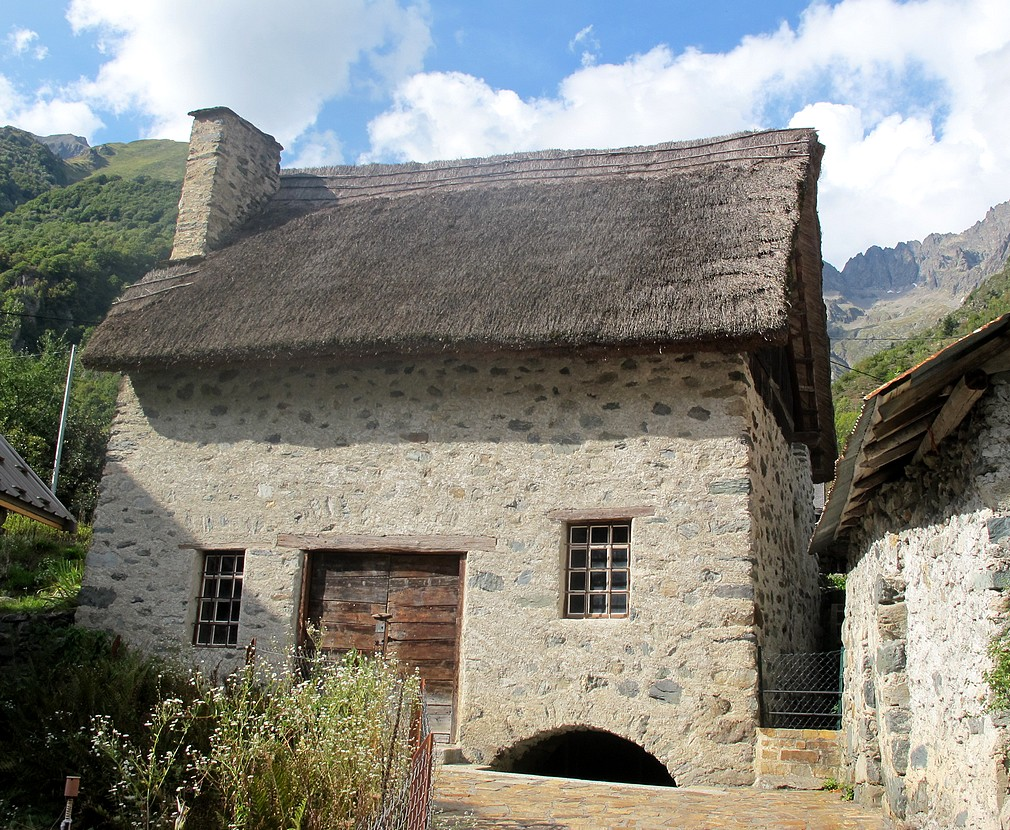
Le vieux moulin.
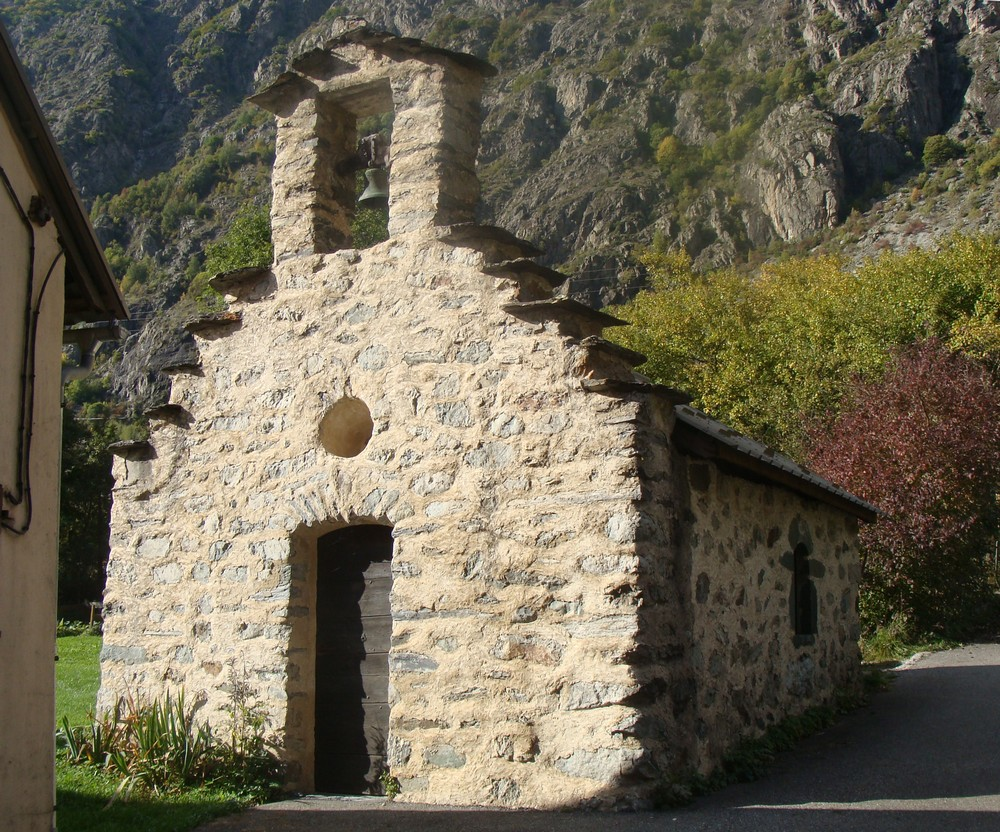
La chapelle de la Loubière.
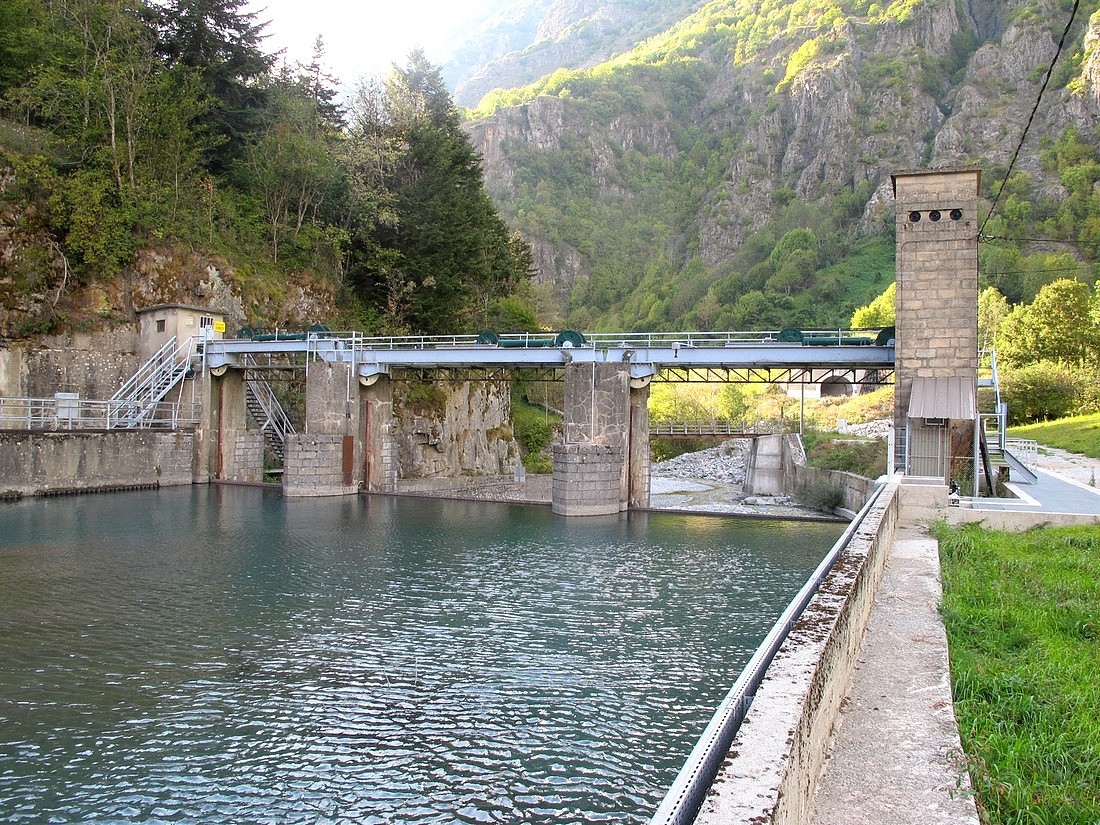
Le barrage.
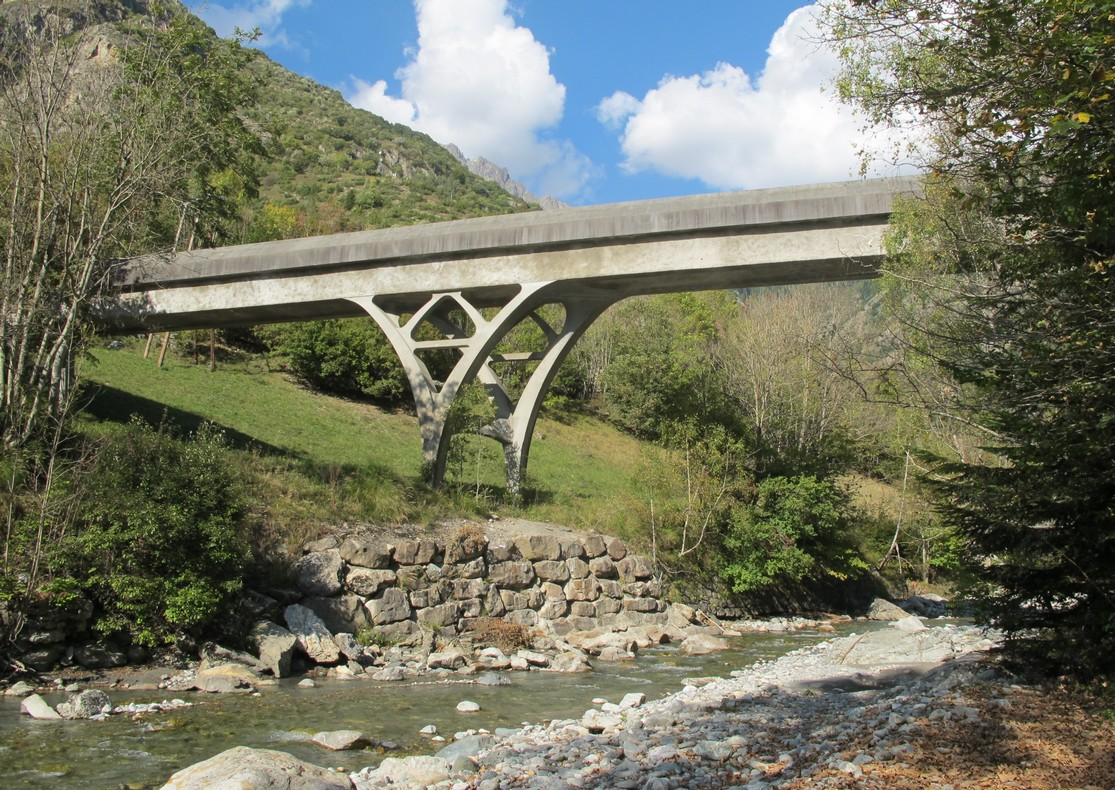
Le pont-canal.
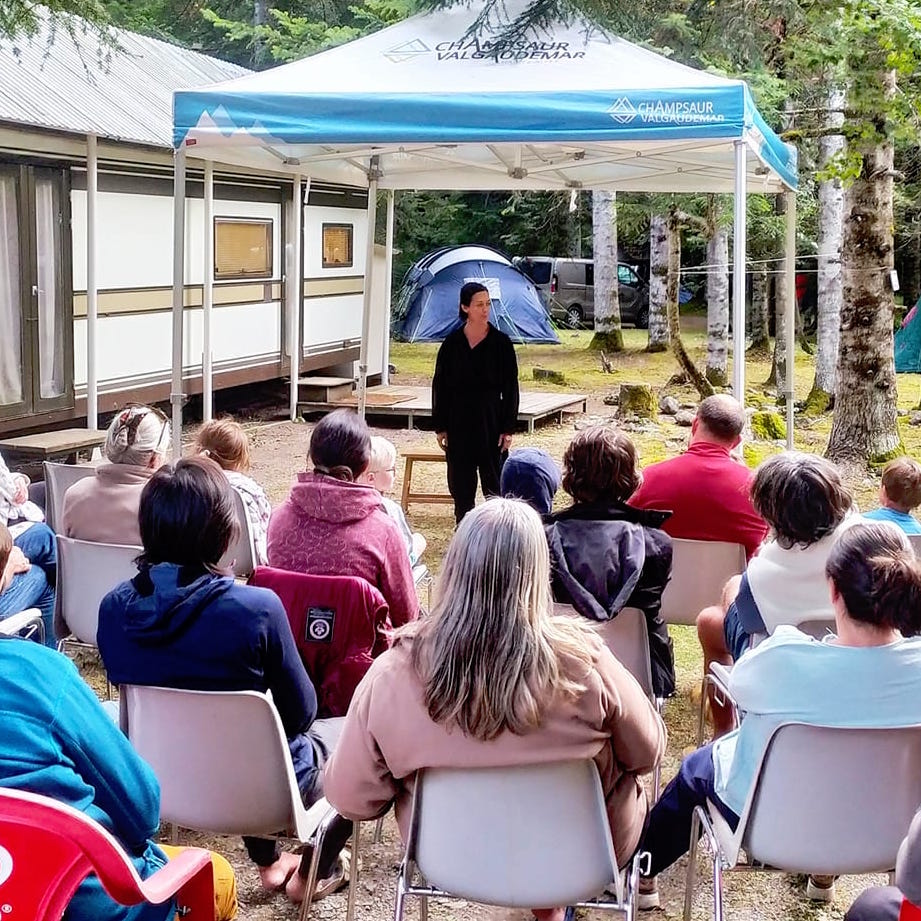
Festival Godemar : la Cie Le Pas de l'Oiseau à Villar Loubière.

### Personnalités liées à la commune
- Denis Armand dit Barreau.[réf. nécessaire]
- Boyer Philippe dit Guy Plat.[réf. nécessaire]